# 松本昌悦
松本 昌悦（まつもと しょうえつ、1937年7月12日 - ）は、日本の法学者（憲法・行政法）。元中京大学法学部及び大学院教授、法学部長。弁護士。

## 経歴
- 1960年 八幡大学法経学部法律学科卒業[1]
- 1965年 早稲田大学大学院法学研究科博士課程単位取得満期退学、中京大学教養学部講師
- 1966年 中京大学法学部助教授
- 1971年 中京大学法学部教授[1]
- 1975年 中京大学大学院教授、ロンドン大学高等法律研究所客員研究員
- 1979年 鹿児島大学大学院法学研究科（兼担）教授
- 1985年 中京大学法学部長
- 1988年 東亜大学校法科大学院及び大学院客員教授
- 2008年 中京大学退職

## 著書
- 『憲法概要』（同文館出版　1968年）
- 『現代憲法と人権の課題』（成文堂　1972年）
- 『環境破壊と基本的人権』（成文堂　1975年）
- 『現代行政法概論』（有信堂高文社　1980年）
- 『新しい人権と憲法問題』（学陽書房 1984年）
- 『原典日本憲法資料集』（創成社 1988年）
- 『イギリスの社会と文化 ―　ECの新たな展開と都市の諸問題』（共著　ドミヌク・ラソク、　日比野省三　他　成文堂　1991年）

　他著書、論文共に多数有

## 学会
- 日本公法学会
- 日本法政学会